# Condado de Bjelovar-Bilogora
O Condado de Bjelovar-Bilogora (em croata: Bjelovarsko-bilogorska županija) é um condado da Croácia. Sua capital é a cidade de Bjelovar.

## Divisão administrativa
O Condado está dividido em 5 Cidades e 18 Municípios.
As cidades são:
- Bjelovar
- Čazma
- Daruvar
- Garešnica
- Grubišno Polje

As municípios são:
- Berek
- Dežanovac
- Đulovac
- Hercegovac
- Ivanska
- Kapela
- Končanica
- Nova Rača
- Rovišće
- Severin
- Sirač
- Šandrovac
- Štefanje
- Velika Pisanica
- Veliki Grđevac
- Veliko Trojstvo
- Velika Trnovitica
- Zrinski Topolovac